# اکلیپس (نرم‌افزار)
اکلیپس (به انگلیسی: Eclipse) یک محیط یکپارچه توسعه نرم‌افزاری چندزبانه برای محیط توسعه مجتمع با قابلیت اضافه کردن افزونه می‌باشد. این محیط توسعه در ابتدا با زبان جاوا و برای توسعه برنامه‌های این زبان استفاده می‌شد. در ادامه با افزوده شدن افزونه‌هایی به آن امکان توسعه زبان‌هایی چون سی، سی++، روبی، کوبول، پایتون، پرل، پی اچ پی، لاتک و اندروید را فراهم می‌کند.

## معماری
سامانهٔ زمان اجرای اکلیپس مبتنی بر اکویناکس که پیاده‌سازی استانداردی، سازگار با او اس جی ای است، می‌باشد. اکلیپس از افزونه‌ها برای فراهم آوردن امکان استفاده از تمام قابلیت‌هایش بر روی سامانه اجرا، استفاده می‌نماید که برخلاف با بعضی از برنامه‌هایی که به صورت معمول با قابلیت کد سخت می‌باشند، است.
سازوکار افزونه‌ها در اکلیپس، صورتی سبک‌تر از چهارچوب مهندسی نرم‌افزار بر اساس مولفه است. به علاوه برای اینکه اکلیپس قابل گسترش برای توسعه سایر زبان‌های برنامه‌نویسی مانند سی و پایتون باشد، چهارچوب افزونه‌ها به اکلیپس امکان کار با زبان‌های حروف‌چینی مانند لاتک و برنامه‌های شبکه‌ای مانند تلنت و سامانه مدیرت پایگاه داده را فراهم می‌آورد. جاوا و پشتیبانی از سی وی اس در کیت توسعه نرم‌افزاری اکلیپس فراهم شده‌است.

به جز بخش کوچکی از هسته زمان اجرا، تمام بخش‌های در اکلیپس به صورت افزونه‌ای است. این بدان معناست تمام افزونه‌ها در اکلیپس به شکل دقیقاً یکسانی توسعه می‌یابند و تمام خصوصیات آنها با هم برابر هستند. اکلیپس برای بخش عظیمی از خصوصیات افزونه‌هایی را فراهم می‌نماید، که بعضی از آنها از طرف شخص ثالث توسعه به شکل رایگان یا تجاری توسعه می‌یابند. نمونه‌ای از این افزونه‌ها، افزونه یو ام‌ال برای نمودار ترتیبی و سایر دیاگرام‌های یو ام‌ال است، یا افزونه‌ای برای کاوش در پایگاه داده.

## سکوی غنی مشتری
اکلیپس، سکوی غنی مشتری اکلیپس را برای توسعه برنامه‌های همه منظوره را فراهم می‌آورد. اجزا زیر این بستر را فراهم می‌آورد:
- اکویناکس - یک چهارچوب بسته‌بندی استاندارد
- هسته سکو - بوت اکلیپس، اجرای افزونه‌ها
- جی فیس - کلاسهای نمایشگر برای انقال حالت از مدل کنترل نمایشگر به اس دبلیو تی، بافر فایلها، ویرایشگر متن
- میزکار اکلیپس(Eclipse Workbench)- نمایش‌ها، ویرایشگرها، چشم‌اندازها.

## تاریخچه
اکلیپس به عنوان پروژه‌ای در شرکت ای بی ام شعبه کانادا ایجاد گردید که برای جایگزینی محیطهای توسعه خانوادهٔ ویژوال ایج بود<. ویژوال ایج مبتنی بر اسمال تاک بود در حالی که اکلیپس توسط او تی ای بر مبنای جاوا توسعه یافت. در نوامبر سال ۲۰۰۱، کنسرسیومی برای توسعه اکلیپس به عنوان یک نرم‌افزار متن باز ایجاد شد و در سال ۲۰۰۴، بنیاد اکلیپس تأسیس گردید.
نگارش سوم اکلیپس (منتشر شده در ۲۱ ژوئن سال ۲۰۰۴) سکوی خدماتی او اس جی ای را به عنوان معماری زمان اجرای خود برگزید.
اکلیپس در ابتدا تحت مجوز متداول عمومی و بعداً تحت مجوز عمومی اکلیپس منتشر شد. نرم‌افزار آزاد و متن‌باز بعدها اعلام نمود که هر دو مجوز از نوع نرم‌افزار آزاد هستند، ولی با اجازه‌نامه عمومی همگانی گنو کاملاً مطابق نیستند.
براساس گفته لی نکمن، مدیر ارشد فناوری شرکت ای بی ام بخش رشنال در آن زمان، که بعدها رئیس بخش توسعه و پشتیبانی این بخش شد، انتخاب نام اکلیپس، برای مقابله با ویژوال استودیو متعلق به شرکت مایکروسافت بود و نه شرکت سان میکروسیستم جالب آنکه وی اکنون کارمند شرکت مایکروسافت است.

## منتشر شده
از سال ۲۰۰۶ (۱۳۸۵) تا کنون، بنیاد اکلیپس به صورت سالانه نسخه هماهنگی را منتشر می‌نماید. هر نسخه منتشره، شامل سکوی اکلیپس و تعدادی از پروژه‌های اکلیپس است. از سال ۲۰۰۸ نسخه‌های جدید در چهارمین چهارشنبه ماه ژوئن منتشر می‌شوند. این نسخه‌ها براساس ماه‌های سال (سال خورشیدی) نامگذاری می‌شوند.
| منتشر شده  | تاریخ                                                | نگارش سکو | پروژه‌ها          | تغییرات اساسی |
| ---------- | ---------------------------------------------------- | --------- | ---------------- | ------------- |
| ۲۰۱۸–۰۹    | ۱۹ سپتامبر ۲۰۱۸                                      | ۴٫۹       | پروژه‌های ۰۹–۲۰۱۸ |               |
| فوتون      | ۲۷ ژوئن ۲۰۱۸                                         | ۴٫۸       | پروژه‌های مارس    |               |
| اکسیژن     | ۲۲ ژوئن ۲۰۱۷                                         | ۴٫۷       | پروژه‌های اکسیژن  |               |
| نئون       | ۲۲ ژوئن ۲۰۱۶                                         | ۴٫۶       | پروژه‌های نئون    |               |
| مارس       | ۲۵ ژوئن ۲۰۱۵ (تیر ۱۳۹۴) (برنامه‌ریزی شده برای انتشار) | ۴٫۵       | پروژه‌های مارس    |               |
| لونا       | ۲۵ ژوئن ۲۰۱۴ (تیر ۱۳۹۳)                              | ۴٫۴       | پروژه‌های لونا    |               |
| کپلر       | ژوئن ۲۰۱۳ (تیر ۱۳۹۲)                                 | ۴٫۳       | پروژه‌های کپلر    |               |
| جونو       | ۲۷ ژوئن ۲۰۱۲ (تیر ۱۳۹۱)                              | ۳٫۸ و ۴٫۲ | پروژه‌های جونو    |               |
| ایندیگو    | ژوئن ۲۰۱۱ (تیر ۱۳۹۰)                                 | ۳٫۷       | پروژه‌های ایندگو  |               |
| هلیوس      | ۲۳ ژوئن ۲۰۱۰ (تیر ۱۳۸۹)                              | ۳٫۶       | پروژه‌های هلیوس   |               |
| گالیله     | ۲۴ ژوئن ۲۰۰۹ (تیر ۱۳۸۸)                              | ۳٫۵       | پروژه‌های گالیله  |               |
| گانیمده    | ۲۵ ژوئن ۲۰۰۸ (تیر ۱۳۸۷)                              | ۳٫۴       | پروژه‌های گانیمده |               |
| اروپا      | ۲۹ ژوئن ۲۰۰۷ (تیر ۱۳۸۶)                              | ۳٫۳       | پروژه‌های اروپا   |               |
| کالیستو    | ۳۰ ژوئن ۲۰۰۶ (تیر ۱۳۸۵)                              | ۳٫۲       | پروژه‌های کالیستو |               |
| اکلیپس ۳٫۱ | ۲۸ ژوئن ۲۰۰۵ (تیر ۱۳۸۴)                              | ۳٫۱       |                  |               |
| اکلیپس ۳٫۰ | ۲۸ ژوئن ۲۰۰۴ (تیر ۱۳۸۳)                              | ۳٫۰       |                  |               |

## افزونه‌ها
برای برنامه اکلیپس افزونه‌های بسیاری ساخته شده‌است که هریک برای زبان و اعمالِ خاصی طراحی شده‌است.